# Isoperla distincta
Isoperla distincta är en bäcksländeart som beskrevs av Nelson, C.H. 1976. Isoperla distincta ingår i släktet Isoperla och familjen rovbäcksländor. Inga underarter finns listade i Catalogue of Life.